# 呵叻高原
呵叻高原，也称呵叻盆地，是位于泰国东北部依善地区的高原。介于湄公河与湄南河之间，西有碧差汶山脉和栋帕耶费山，南有山甘烹山脉及扁担山脉，东北部有普潘山脉。平均海拔200米，面积15.5万平方公里。主要河流有蒙河及栖河:23。
由於高山形成雨影，高原雨量比湄南河流域少三分之一，土地變得不宜種植水稻。